# Fernando Martínez Sánchez
Fernando Martínez Sánchez es un ex terrorista peruano perteneciente al Movimiento Revolucionario Túpac Amaru (MRTA). Fue el encargado de Voz Rebelde, el diario oficial del MRTA.

## Biografía
Dentro de la organización subversiva, era el encargado de redactar notas para Voz Rebelde, además de usar de forma ilegal equipos de comunicación y hacer propaganda en el distrito limeño de Villa El Salvador y en la ciudad de Chiclayo. En 1990 participó en la fuga del penal Miguel Castro Castro junto a Víctor Polay Campos y otros emerretistas. En 1993 se hizo cargo de Voz Rebelde. Fue condenado a 18 años de prisión.